# Acantharctia flavimarginata
Acantharctia flavimarginata là một loài bướm đêm thuộc phân họ Arctiinae, họ Erebidae.